# Osttimoresisch-palästinensische Beziehungen
Osttimor und die Palästinensischen Autonomiegebiete unterhalten freundschaftliche Beziehungen.

## Diplomatie

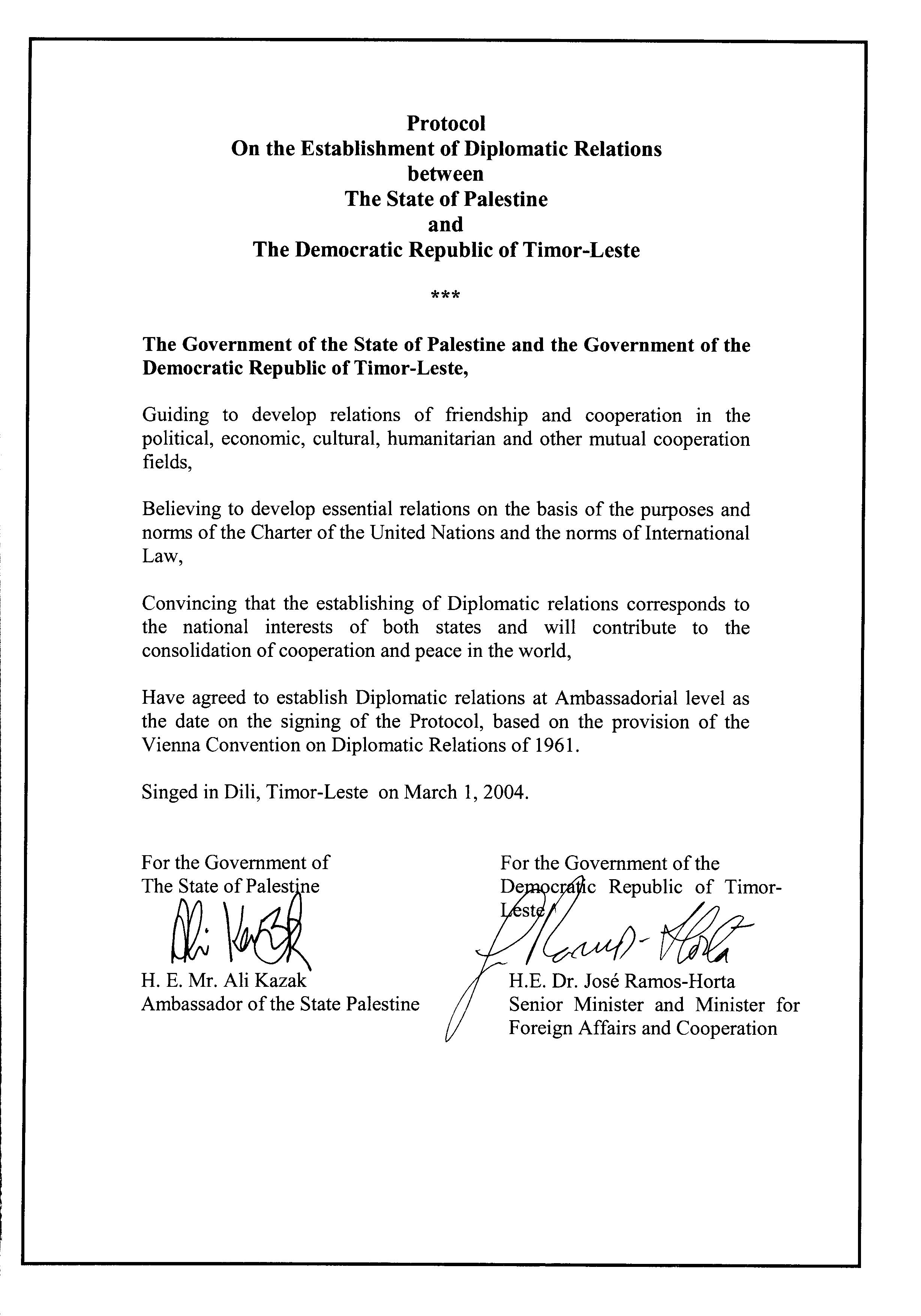
Protokoll zur Aufnahme diplomatischer Beziehungen

Am 1. März 2004 nahmen Osttimor und die Palästinensischen Autonomiegebiete diplomatische Beziehungen auf. Das Protokoll wurde Osttimors Außenminister José Ramos-Horta und dem palästinensischen Gesandten Ali Kazak in der osttimoresischen Hauptstadt Dili unterzeichnet. Kazak übergab seine Akkreditierung als erster palästinensischer Botschafter für Osttimor am nächsten Tag an Präsident Xanana Gusmão.
2011 besuchte Ramos-Horta, nun osttimoresischer Präsident neben Israel auch die Palästinensischen Autonomiegebiete und ihre Vertreter. Im selben Jahr genehmigte das Nationalparlament Osttimors die Zahlung von 1,5 Millionen US-Dollar an die UNESCO, um den Rückzug einiger Länder aus der Unterstützung der Organisation zu kompensieren, da die UNESCO beschlossen hatte, die Palästinensischen Autonomiegebiete als Mitglied aufzunehmen. Der osttimoresische Außenminister Zacarias da Costa betonte, dass die Beziehungen zu den Palästinensern verstärkt werden sollen. Dies seien die Ergebnisse mit dem palästinensischen Botschafter für Osttimor Izzat Abdulhadi. So sollten das  Hospital Nacional Guido Valadares und andere Krankenhäuser in Osttimor technische Unterstützung leisten. Abdulhadi war neben Osttimor auch für Neuseeland, Papua-Neuguinea und Vanuatu akkreditiert.

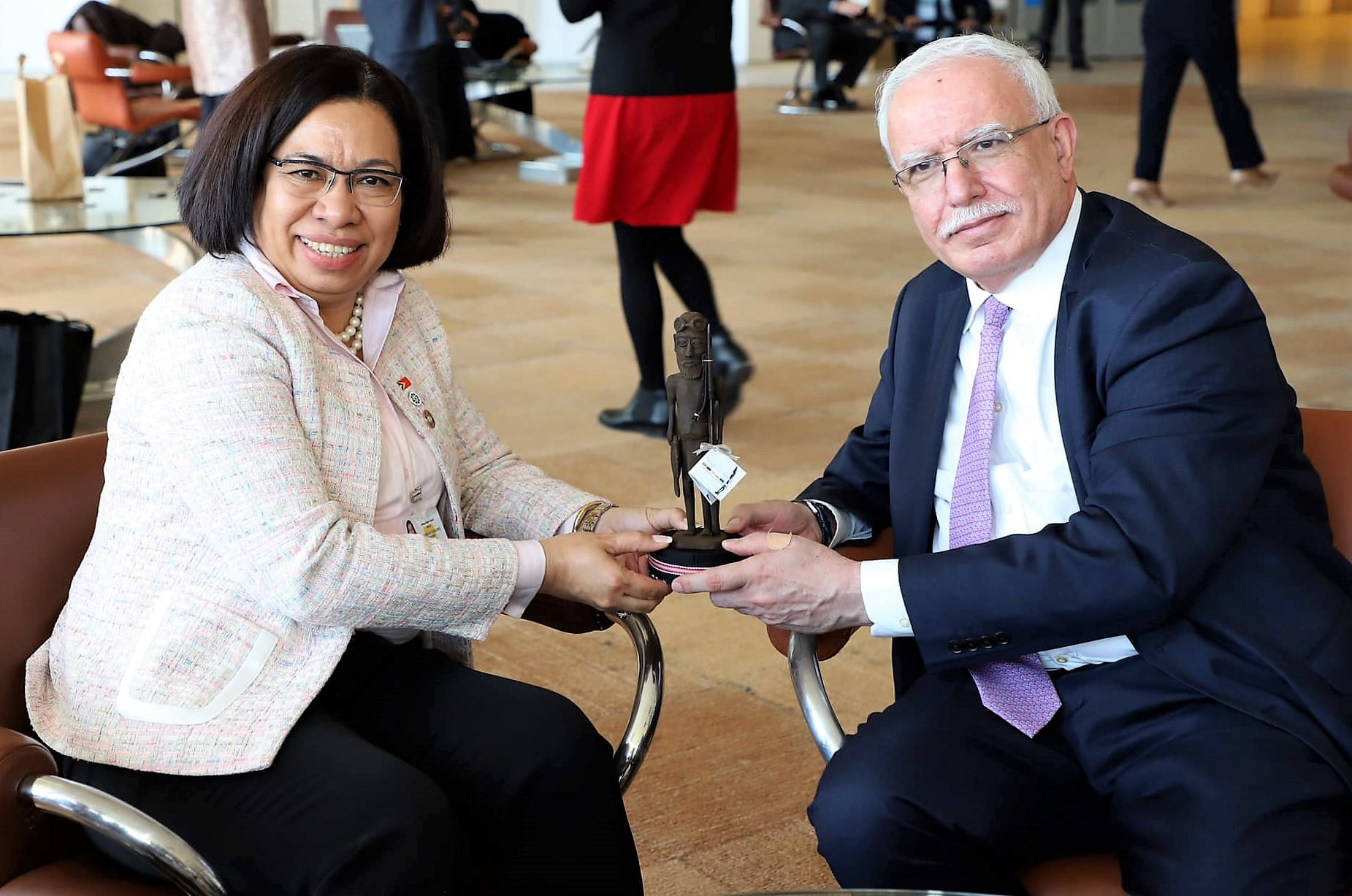
Treffen der Außenminister (2022)

Bei der 72. Generalversammlung der Vereinten Nationen 2013 erklärte Osttimors Präsident Taur Matan Ruak seine Unterstützung für das Recht der Völker Palästinas und Israels, Seite an Seite in Frieden, Würde und Sicherheit zu leben, und begrüßte die Wiederaufnahme direkter Gespräche, die zur Schaffung zweier souveräner Staaten führen sollten.
Bei der Abstimmung zur Resolution A/RES/ES-10/19 der UN-Generalversammlung zum Status der Stadt Jerusalem als Hauptstadt Israels war der Vertreter Osttimors nicht anwesend.
Am 1. März 2022 trafen sich Palästinas Außenminister Riyad al-Maliki und Osttimors Außenministerin Adaljíza Magno in Genf.